# 銀林みのる
銀林 みのる（ぎんばやし みのる、1960年 - ）は、日本の小説家。東京都出身。
東京学芸大学教育学部中退。建築業、不動産業を経て1991年フィレンツェに遊学。『鉄塔 武蔵野線』で第6回日本ファンタジーノベル大賞を受賞し、同作は映画化もされた。その後は作家としての目立った活動は少ないが、大森望によると2007年時点で東京と軽井沢を行き来しながら生活し、数本のテレビCMに俳優として出演しながら、10年にわたって軽井沢が舞台の本を書き続けているという。

## 略歴
- 1994年　『鉄塔 武蔵野線』で第6回日本ファンタジーノベル大賞 大賞受賞

## 作品リスト
- 鉄塔 武蔵野線
  - 新潮社 単行本 ISBN 410402001X
  - 新潮文庫 ISBN 4101383219
  - ソフトバンク文庫 ISBN 4797342641
- クレシェンド
日本電気協会新聞部が発行する「電気新聞」に2002年1月21日から2003年10月31日まで連載（全438回）。未単行本化。
- 上水線83号鉄塔
2019年4月発行の「たべるのがおそい」（書肆侃侃房）7号に掲載。

## メディア

### 映画
- 鉄塔 武蔵野線：1997年　監督：長尾直樹　出演：伊藤淳史（環見晴）内山眞人（磨珠枝暁）

### TVCM
- J-PHONE（現・ソフトバンクモバイル）立っち篇（2002年）
- トヨタ